# Iran i olympiska vinterspelen 2006
Iran deltog med två deltagare vid de olympiska vinterspelen 2006 i Turin. Ingen av landets deltagare erövrade någon medalj.

## Alpin skidåkning
- Alidad Saveh Shemshaki

## Längdskidåkning
- Seyed Mojtaba Mirhashemi